# Peter Svensson
Peter Svensson, eigentlich Peter Hofmann, (* 2. Juni 1961 in Wien; † 29. Juli 2021 ebenda) war ein österreichischer Opern- und Konzertsänger (Tenor).

## Leben
Peter Svensson wurde in Wien geboren und wirkte bereits mit sechs Jahren unter Wolfgang Glück und Axel Corti als Schauspieler in Film und Fernsehen. Seine Sängerlaufbahn begann er als Sopransolist bei den Wiener Sängerknaben und studierte, nach der Matura am Wiener Musikgymnasium, am Konservatorium und an der Musikhochschule in Wien. Zu seinen Lehrern zählten unter anderen Fritz Uhl, Gerd Nienstedt, James King und Reiner Goldberg. Als Ergänzung des Studiums, das er mit Auszeichnung absolvierte, besuchte er eine Meisterklasse bei René Kollo in Berlin.
Claudio Abbado entdeckte den jungen Sänger für die Wiener Staatsoper, wo er zwischen 1989 und 1991 noch als Student seine ersten Anfängerverträge erhielt. Der Durchbruch gelang Peter Svensson sehr bald, als Rienzi 1991 an der Staatsoper Prag.
Seither ist Peter Svensson auf vielen Bühnen und Konzertpodien auf drei Kontinenten in Erscheinung getreten. Engagements führten ihn u. v. a. nach Athen, Madrid, Barcelona, Bilbao, Las Palmas, Genf, Luzern, Prag, Brno, Moskau, Warszawa, Wrocław, Paris, Toulouse, Toulon, Rom, an die Mailänder Scala, Turin, Trieste, Bozen, Modena, Bologna, Palermo, Catania, die Deutsche Oper Berlin, Dresden, Hamburg, Köln, Stuttgart, Leipzig, Bonn, Hannover, Helsinki, Kopenhagen, Tallinn, Zagreb, Belgrad, nach Buenos Aires, Montevideo, Asunción, Mexiko-Stadt, Osaka, Seoul, Taipei, Tokio und Peking. Peter Svensson war 16 Jahre Mitglied der Staatsoper Prag.
Nach einer massiven Lungenembolie 2007 fand er 2008 mit einem gelungenen Rollendebüt als Tristan, in Tallinn, ebenso wieder auf die Bühne zurück, wie nach einem Unfall 2009. Da war es 2010 der Peter Grimes in Las Palmas, mit dem er wieder die Bühne betrat und seine Karriere fortsetzen konnte.
Svensson wirkte an Musikfestspielen mit, wie etwa in Ankara, Belgrad, Bergen, Edinburgh, Luzern, Boswil, Wiener Festwochen, bei den Tiroler Festspielen Erl, beim Ope(r)nAir auf der Burgruine Gars am Kamp, beim Prager Frühling, beim Wexford Festival Opera oder dem Schaljapin-Gedenkfestival in Kasan.
Peter Svensson gab Gesangs-Meisterklassen u. a. in Asunción, Athen, Kreta, Mexiko-Stadt , Asunción, Dublin, Helsinki, Sofia, Tallinn, Prag, Seoul und immer wieder in Wien.
In den Jahren 2009 und 2010 war er Intendant und künstlerischer Leiter des Festivals Sommerakademie Gars.
Svensson starb am 29. Juli 2021 an den Folgen einer Coronavirus-Erkrankung in Wien.

## Weinviertler Festspiele
Seit 2020 war Svensson Gründer und Intendant der Weinviertler Festspiele, des Max-Lorenz-Gesangswettbewerbes und der Vienna Walhall Academy in Wien. Schon 2018 hätten Weinviertler Festspiele zuerst in Falkenstein, dann am Heldenberg stattfinden sollen; beide Male wurden diese von Svensson kurzfristig abgesagt. Die Weinviertler Festspiele fanden 2020 in Mikulov und Poysdorf statt, kamen aber in die Kritik wegen nicht bezahlter Gagen und fragwürdiger Verträge. Art but fair unterstützt 2021 ein Gerichtsverfahren gegen den Verein Weinviertler Festspiele. 2021 wurden die Weinviertler Festspiele abgesagt.

## Repertoire (Auswahl)

### Oper (Auswahl)
- Florestan in Fidelio von Ludwig van Beethoven
- Max in Der Freischütz von Carl Maria von Carl Maria von Weber
- Don José in Carmen von Georges Bizet
- Peter Grimes in Peter Grimes von Benjamin Britten
- Karl Marx in der Uraufführung 1996 von Die Marx Sisters von George Dreyfus
- Tambourmajor in Wozzeck von Alban Berg
- Laca Klemeň und Števa Buryja in Jenůfa von Leoš Janáček
- Andrea Chénier in Andrea Chénier von Umberto Giordano
- Des Grieux in Manon Lescaut von Giacomo Puccini
- Turiddu in Cavalleria rusticana von Pietro Mascagni
- Canio in Pagliacci von Ruggiero Leoncavallo
- Mario Cavaradossi in Tosca von Giacomo Puccini
- Bacchus in Ariadne auf Ariadne auf Naxos von Richard Strauss
- Herodes in Salome von Richard Strauss
- Cola Rienzi in Rienzi von Richard Wagner
- Tannhäuser in Tannhäuser von Richard Wagner
- Lohengrin in Lohengrin von Richard Wagner
- Loge in Das Das Rheingold von Richard Wagner
- Siegmund in Walküre von Richard Wagner
- Siegfried in Siegfried und Götterdämmerung von Richard Wagner
- Parsifal in Parsifal (konzertant) von Richard Wagner
- Walther von Stolzing in Die Meistersinger von Nürnberg, von Richard Wagner
- Tristan in Tristan und Isolde von Richard Wagner

### Konzert (Auswahl)
- 8. Sinfonie in Es-Dur von Gustav Mahler
- Das Lied von der Erde von Gustav Mahler
- Glagolská mše (Glagolitische Messe). Kantate für Soli, Chor, Orchester und Orgel von Leoš Janáček
- Oedipus Rex von Igor Strawinski
- IX. IX. Symphonie von Ludwig van Beethoven

## Preise und Auszeichnungen
- 1991: Birgit-Nilsson-Preis beim internationalen Richard-Tauber-Gesangswettbewerb in London
- 1992: Stipendium des Richard-Wagner-Verbandes
- 2004: Nominierung als erster Ausländer für den tschechischen Kulturpreis Thalie